# Distrito de Gyöngyös
El distrito de Gyöngyös (húngaro: Gyöngyösi járás) es un distrito húngaro perteneciente al condado de Heves.
En 2013 su población era de 73 460 habitantes. Su capital es Gyöngyös.

## Municipios
El distrito tiene 2 ciudades (en negrita) y 23 pueblos.
Ciudades
- Gyöngyös
- Gyöngyöspata

Pueblos
- Abasár
- Adács
- Atkár
- Detk
- Domoszló
- Gyöngyöshalász
- Gyöngyösoroszi
- Gyöngyössolymos
- Gyöngyöstarján
- Halmajugra
- Karácsond
- Kisnána
- Ludas
- Markaz
- Mátraszentimre
- Nagyfüged
- Nagyréde
- Pálosvörösmart
- Szűcsi
- Vámosgyörk
- Vécs
- Visonta
- Visznek